# فرودگاه کاترین استند
فرودگاه کاترین استند (به انگلیسی: Kathrinstadt Airport) یک فرودگاه خصوصی است که یک باند فرود چمن دارد و طول باند آن ۲۳۰ متر است. این فرودگاه در کشور ایالات متحده آمریکا قرار دارد و در ارتفاع ۳ متری از سطح دریا واقع شده است.